# Javier di Gregorio
Javier Eduardo di Gregorio Hoste (Mendoza, Argentina, 23 de enero de 1977) es un exfutbolista chileno que se desempeñaba como arquero. Actualmente se desempeña como preparador de arqueros en Deportes Iquique.

## Trayectoria
Nacido en Mendoza, Argentina y de padres originarios de ese país, se trasladó a Chile con su familia a sus 8 años por motivos laborales de su padre. Comenzó jugando al fútbol en su colegio, de donde saltó a las divisiones inferiores de Universidad Católica. Estuvo dos años en la sub-17 y uno en la sub-20, haciendo pretemporadas con el primer equipo, sin embargo, fue dejado en libertad debido a no contar con la nacionalidad chilena. En 1997, fue llamado por José Sulantay para formar parte de Deportes Antofagasta, dejando el club debido a los problemas económicos en que se encontraba inmerso este.
En junio de 1998, y luego de obtener la nacionalidad chilena, nuevamente es convocado por José Sulantay, esta vez para firmar por Coquimbo Unido. En 1998 fue tercer arquero tras Carlos Tejas y Carmelo Vega; la temporada siguiente quedó como segundo de Vega, sin embargo por motivos personales estuvo cerca de dos meses sin jugar con el equipo, en donde el club contrató a Claudio Riquelme y Patricio Toledo. Tras una expulsión de Toledo, lo releva, obteniendo la titularidad en el equipo coquimbano.
Durante 2001 formó parte del plantel de Huachipato, regresando a Coquimbo Unido al año siguiente. En 2003, tuvo un paso por el fútbol mexicano, primero en el Nacional Tijuana y luego en el Atlético Mexiquense.
En 2005, regresa a Chile para jugar con Deportes Puerto Montt. El 24 de julio, en un viaje del plantel desde la ciudad de Talca —luego de un enfrentamiento con Rangers—, sufrió una grave lesión en una de sus piernas (fracturas múltiples), producto del choque del bus que los transportaba a la altura de Collipulli. Esto lo tuvo fuera de las canchas hasta comienzos de 2007.
Luego pasó a formar parte del plantel del Deportivo Temuco. Allí ganó notoriedad a través del docu-reality sobre el equipo Temuco: la última frontera, centrado en la vida diaria del equipo que comenzó a dirigir el mediático exfutbolista Eduardo Bonvallet, que había reemplazado en abril de 2007 al entrenador saliente Carlos González. Pese a que la trama principal del docureality era la vida cotidiana de Bonvallet, Di Gregorio obtuvo notoriedad luego de ser llamado a la selección chilena el 15 de mayo de 2007 para enfrentar un amistoso ante su similar de Cuba, y luego por ser marginado del plantel tras desobedecer a Bonvallet, luego de que este decidiera dejarlo de suplente en un partido ante Provincial Osorno el 26 de mayo de 2007, partido que Temuco obtuvo una victoria por 2 goles a 1. El 6 de junio de 2007 anunció su desvinculación del equipo.
Ocho años después, el 19 de septiembre de 2015, a propósito del suicidio de Bonvallet un día atrás, Luis Valenzuela miembro del plantel recordó que la marginación del portero se debió a un atraso al llegar al entrenamiento del equipo, lo que conllevaría su marginación y posterior desvinculación. A fin de temporada, el equipo desciende a la Tercera división. 
En la temporada 2009 jugó en Deportes Melipilla, para retirarse tiempo después.
En 2013 se integró el cuerpo técnico de Deportes Antofagasta como preparador de arqueros.
En 2016 se integró al cuerpo técnico de Deportes Iquique, desarrollando la misma función.

## Selección nacional

### Selecciones menores
En el Preolímpico de Brasil 2000 jugó 7 partidos en el equipo que consiguió un cupo a las olimpiadas en el último cotejo ante Argentina.
Formó parte de la convocatoria a los Juegos Olímpicos de Sídney 2000 y obtuvo medalla de bronce, no habiendo jugado ningún encuentro, siendo suplente de Nelson Tapia.

##### Participaciones en Juegos Olímpicos
| Torneo                          | Sede      | Resultado         |
| ------------------------------- | --------- | ----------------- |
| Juegos Olímpicos de Sídney 2000 | Australia | Medalla de Bronce |

##### Participaciones en Preolímpicos
| Torneo                     | Sede              | Resultado |
| -------------------------- | ----------------- | --------- |
| Preolímpico Sub-23 de 2000 | Bandera de Brasil | 2°Lugar   |

### Selección adulta
Con la selección adulta, en marzo de 2000 fue convocado para la primera fecha de las clasificatorias para Corea-Japón 2002 ante Argentina, siendo suplente en la derrota chilena por 4-1. 7 años después, debutó el 16 de mayo de 2007 ante Cuba en un partido amistoso.

##### Participaciones en Clasificatorias a Copas del Mundo
| Eliminatorias                    | Resultado | Posición | PJ |
| -------------------------------- | --------- | -------- | -- |
| Eliminatorias Corea y Japón 2002 | Eliminado | 10.º     | 0  |

### Partidos internacionales
| 1     | 16 de mayo de 2007 | Estadio Germán Becker, Temuco, Chile | Chile      | 2-0 | Cuba  |   |  | Nelson Acosta | Amistoso |
| Total | Total              | Total                                | Presencias | 1   | Goles | 0 |  |               |          |

| Selección chilena | Selección chilena | Selección chilena |
| Año               | Partidos          | Goles             |
| ----------------- | ----------------- | ----------------- |
| 2007              | 1                 | 0                 |
| Total             | 1                 | 0                 |

## Clubes
| Club                  | País   | Año       |
| --------------------- | ------ | --------- |
| Deportes Antofagasta  | Chile  | 1997      |
| Coquimbo Unido        | Chile  | 1998-2003 |
| → Huachipato (cedido) | Chile  | 2001      |
| Nacional Tijuana      | México | 2004      |
| Atlético Mexiquense   | México | 2004      |
| Deportes Puerto Montt | Chile  | 2005      |
| Deportivo Temuco      | Chile  | 2007      |
| Coquimbo Unido        | Chile  | 2008      |
| Deportes Melipilla    | Chile  | 2009      |

## Palmarés

### Campeonatos nacionales
| Título           | Equipo         | País  | Año    |
| ---------------- | -------------- | ----- | ------ |
| Segunda División | Coquimbo Unido | Chile | C-2008 |

### Campeonatos internacionales
| Título           | Equipo            | País      | Año  |
| ---------------- | ----------------- | --------- | ---- |
| Juegos Olímpicos | Selección Chilena | Australia | 2000 |